# Javier González Rodríguez

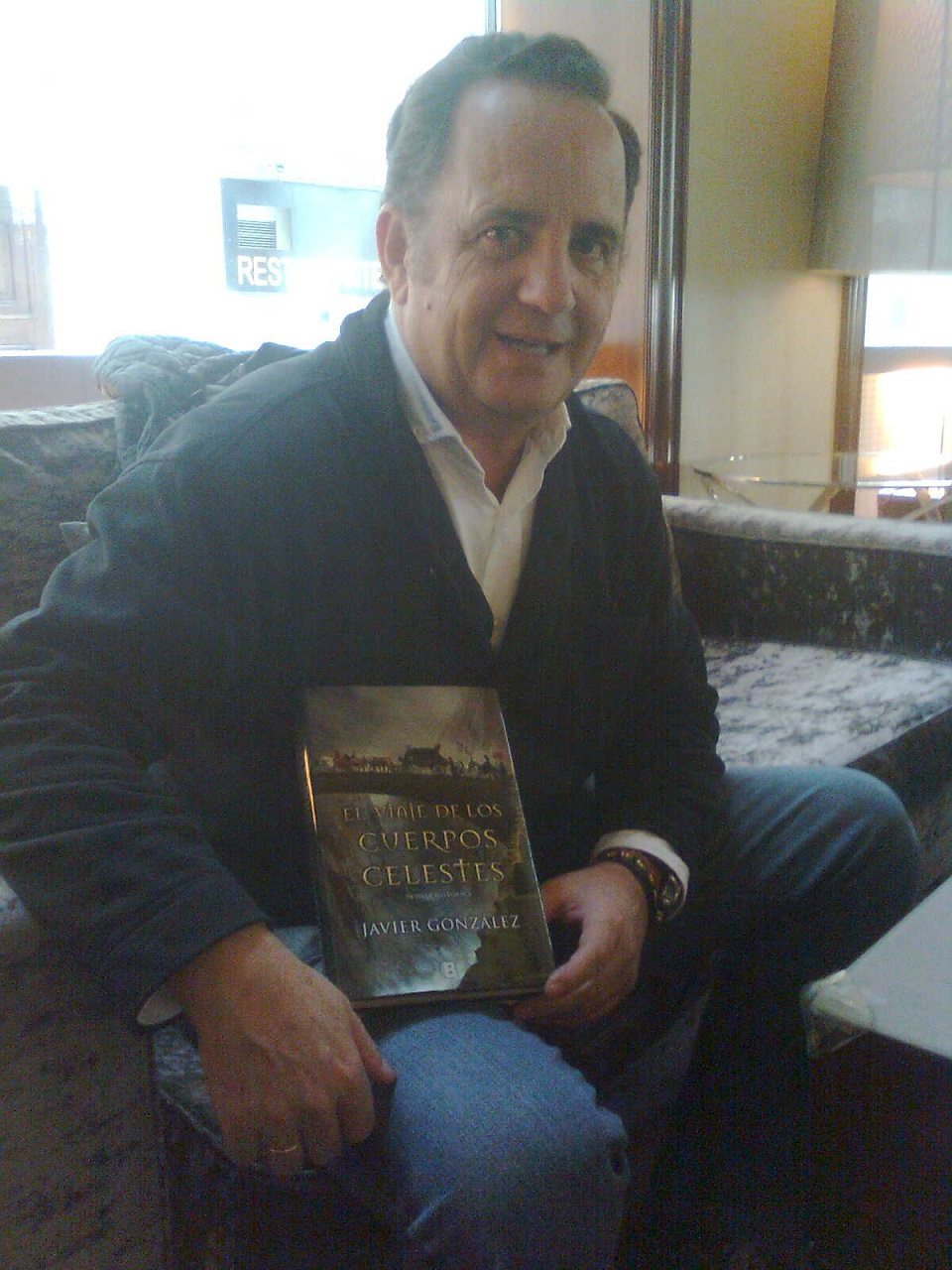
Javier González, con uno de los ejemplares de su novela El viaje de los cuerpos celestes.

Javier González Rodríguez (Madrid, 1958) es un escritor, publicista y abogado español. Autor de novelas históricas y de aventuras con trasfondo de fantasía, fue uno de los diez finalistas del Premio Planeta (1997) con Un día gloria, así como finalista del Premio Fernando Lara.

## Biografía
Estudió en el Colegio Pilar de Madrid. Posteriormente enfocaría sus estudios hacia el Derecho, obteniendo la licenciatura en la Universidad Complutense de Madrid, ejerciendo la abogacía hasta 1986. Realizaría en 1983 como complemento a sus estudios un MBA en el Instituto de Empresa de Madrid. A partir de ese momento derivará sus pasos hacia el sector publicitario, donde estuvo varios años como director general de tres agencias de publicidad. Más tarde pasaría a dirigir el departamento de marketing, especializándose en el sector inmobiliario.
Su producción literaria la comienza en 2001 con la novela Un día de Gloria, que había estado entre los finalistas del Premio Planeta y Fernando Lara de 1997. Su segunda novela, La quinta corona, finalista del desaparecido Premio de Novela Ciudad de Torrevieja, fue traducida a siete idiomas; y Navigatio, a cinco.
El mismo se declara «un lector empedernido que escribe los libros que le hubiera gustado leer».
Fue precursor, junto a Juan Gómez-Jurado, en la creación de Apps específicas para su libros, que contenían no sólo el texto, sino enlaces interesantes para el lector, así como booktrailer de los mismos.
Ha colaborado en un nuevo género literario llamado "Narrativa de un metaprólogo en expansión" creado por el artista Omar Jerez.

## Premios
Premiado con Sol de Oro FIAP, San Sebastián, por una película para el diario deportivo Marca.

## Obras
- Un día de gloria, Ediciones del Bronce, 2001.
- La quinta corona, Plaza & Janés, Barcelona, 2006.
- Navigatio, Planeta, Barcelona, 2009.
- Cinco Segundos, Ediciones Evohé, Madrid, 2013.
- El Viaje de los Cuerpos Celestes, Ediciones B, Madrid, 2016.
- Conde de Aranda 14, 14 Bis, Ediciones Evohé, Madrid, 2017.
- La Biblia según Gentil María y Winston Churchill, Libros Indie, Madrid, 2022.
- Emma, Ediciones con M de Mujer, Madrid, 2023.

- Datos: Q5409135